# 中山善道
中山 善道（なかやま ぜんどう、1900年〈明治33年〉 - 1981年〈昭和56年〉）は、日本の武道家。流派は神道無念流剣術、夢想神伝流居合、神道夢想流杖術。称号は大日本武徳会剣道教士、居合術教士、杖術教士。幼名は信吉。

## 生涯
武道家・中山博道の長男として生まれ、父の道場有信館において神道無念流剣術・立居合、夢想神伝流居合、神道夢想流杖術を学ぶ。博道は直門には厳しい人物であったが、実子の善道には特に厳しく、「おまえなど一生かかっても師範になれぬ」などと叱り通しであったという。
その後、神道無念流の免許を授けられ博道の後継者として嘱望されるが、1945年（昭和20年）の太平洋戦争敗戦後、占領軍に剣道をはじめとする武道が禁止され、博道は戦犯容疑者として一時収監、有信館は戦後の混乱で人手に渡った。1958年（昭和33年）、博道が死去。これと前後して善道は剣道界から消息を絶ち、人々の記憶から善道の存在は薄れていった。
『剣道日本』編集部（スキージャーナル）からの依頼で有信館にまつわる読み物を書くことになった堂本昭彦は、手を尽くして善道の消息を求めたが、わからなかった。その後、偶然から善道の消息が明らかになり、善道は取材に訪れた堂本に対し、これまで沈黙して淀んでいたものが一挙に吹き出る感じで話し始めたという。堂本はこの取材をもとに『中山博道剣道口述集』、『中山博道有信館』などを著した。

## 段位称号
- 1925年（大正14年）、大日本武徳会剣道精錬証
- 1927年（昭和2年）、大日本武徳会居合術教士及び杖術教士
- 1929年（昭和4年）、大日本武徳会剣道教士

太平洋戦争の影響により範士昇進を逸している。

## 著書
- 『日本剣道と西洋剣技』（1937年） - 中山博道共著